# Olofströms IK
L'Olofströms IK est un club de hockey sur glace d'Olofström en Suède. Il évolue en Division 1, le troisième échelon suédois.

## Historique
Le club est créé en 1970.

## Palmarès
- Aucun titre.